# Nyon
Nyon er en by i Schweiz som ligger ved Genevesøen ca. 25 kilometer nord for Geneve. Byen har 20.272(2016) indbyggere.
Jernbanen som forbinder Geneve med det øvrige Schweiz går forbi Nyon. Motorvejen E25 går også forbi Nyon. Det europæiske fodboldforbund UEFA har sit hovedkvarter i Nyon.